# هاتشاكند تازة
هاتشاكند تازة (بالإنجليزية: Hachakand-e Tazeh)‏ هي قرية تقع في قسم اجارود الشمالي الريفي في إيران. يقدر عدد سكانها بـ 355 نسمة .